# Otradni (Koshejabl, Adiguesia)
Otradni (del ruso: Отрадный) es un jútor del raión de Koshejabl en la república de Adiguesia de Rusia. Está situado 13 km al oeste de Koshejabl y 41 km al nordeste de Maikop, la capital de la república. Tenía 183 habitantes en 2010.
Pertenece al municipio Dmítriyevskoye.